# Heinz Wahl
Heinz Wahl (ur. w 1929 - zm. w 2003) – niemiecki kolarz torowy reprezentujący NRD, srebrny medalista mistrzostw świata.

## Kariera
Największy sukces w karierze Heinz Wahl osiągnął w 1958 roku, kiedy srebrny złoty medal w wyścigu ze startu zatrzymanego amatorów podczas torowych mistrzostw świata w Paryżu. W zawodach tych wyprzedził go jedynie jego rodak Lothar Meister, a trzecie miejsce zajął Holender Arie van Houwelingen. Był to jedyny medal wywalczony przez Wahla na międzynarodowej imprezie tej rangi. Pięciokrotnie zdobywał medale torowych mistrzostw kraju, w tym złoty w swej koronnej konkurencji w 1958 roku. Nigdy nie wystąpił na igrzyskach olimpijskich. 